# شیوع انسفالیت ۲۰۱۹ بیهار
شیوع انسفالیت ۲۰۱۹ بیهار (به انگلیسی: 2019 Bihar encephalitis outbreak) در ژوئن رخ داده‌است. یک انتشار ویروس انسفالیت حاد در شهر مظفرپور و ایالت همجوار آن بیهار هند جان صدها کودک را گرفت.

## شیوع

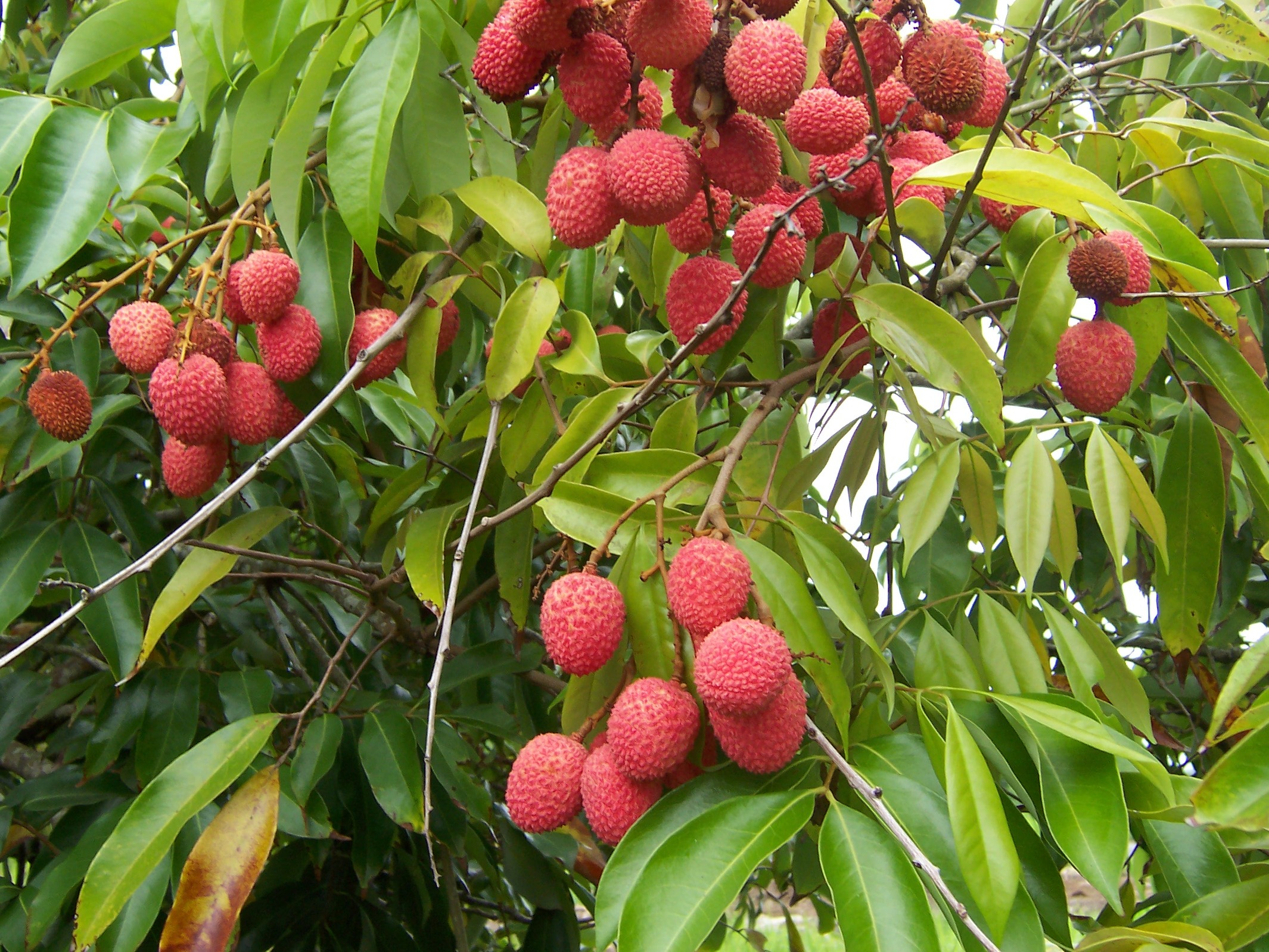
میوه سرخالو

گرما و رطوبت شدید فضا را برای رشد عفونت و شیوع ویروس انسفالیت ایجاد کرد که از اول ژوئن ۲۰۱۹ تا الان باعث مرگ صدها کودک شده که اغلب آنها بین ۱ تا ۱۰ سال داشتند.
۳۰۰ کودک دیگر در بیمارستان تحت معالجه هستند که در آزمایش‌های اولیه علامت JEV در کودکان دیده شده‌است.
به دلیل فقر منطقه و پایین بودن سطح تغذیه، کودکان از میوه‌ای به نام سرخالو استفاده می‌کنند که این ویروس از طریق این میوه شیوع پیدا کرده‌است.